# Fanny Bugnon
Fanny Bugnon est historienne, chercheuse au laboratoire Tempora, maîtresse de conférences en histoire contemporaine et études sur le genre à l’université Rennes 2. Spécialiste de l’histoire des femmes et du genre, elle travaille notamment sur l’engagement politique des femmes.

## Parcours
De 1998 à 2003, Fanny Bugnon suit un cursus d'histoire à l'université Paris I. En 2011, elle obtient un doctorat d'histoire à l'université d'Angers. De 2012 à 2014, elle est postdoctorante à l'Institut d'études politiques de Bordeaux. En 2015, elle publie Amazones de la terreur, tiré de sa thèse (La violence politique au prisme du genre à travers la presse française). En 2015, elle est nommée maîtresse de conférences en histoire contemporaine et études sur le genre à l'université Rennes 2. Elle est membre du conseil scientifique de l’Institut du genre (GIS du CNRS) jusqu’en 2023.
Fanny Bugnon développe plusieurs actions de valorisation et de diffusion de la recherche vers le grand public. En 2016, elle est ainsi co-commissaire de l’exposition Présumées coupables dont le but est de restituer la voix des femmes du Moyen Âge au XXe siècle à travers des procès-verbaux d'interrogatoires. L’exposition se déroule autour de cinq archétypes, cinq imaginaires sociaux : la sorcière, l'empoisonneuse, l'infanticide, la pétroleuse de la Commune de Paris et la traîtresse.
En 2022, elle publie avec le chercheur Pierre Fournié Le Sexe interdit. La sexualité des Français et sa répression, ouvrage dans lequel est dévoilée l'intimité des Français du Moyen Âge au début du XXe siècle à travers la reconstitution des diverses représentations de la sexualité. 
Depuis 2015, elle enseigne à l'université de Rennes 2 l'histoire des femmes et des féminismes ou encore l'histoire du corps et des politiques sexuelles. Elle anime de nombreux colloques sur ses thèmes de prédilection : histoire des femmes et du genre, histoire sociale, imaginaires et régulations de la déviance, citoyenneté et politisation.
En 2024, Fanny Bugnon est lauréate du Prix Augustin-Thierry des Rendez-vous de l'histoire de Blois et du Prix de livre d'histoire de Bretagne (attribué par Bretagne Culture Diversité et le Musée de Bretagne) pour son ouvrage L'élection interdite. Itinéraire de Joséphine Pencalet, ouvrière bretonne (1886-1972), paru au Seuil,. 

## Publications
- Amazones de la terreur, Essai sur la violence politique des femmes, de la fraction Armée rouge à Action directe, Payot & Rivages, 2015, réédition en poche en 2025.
- Territoires de la violence politique en France, de la fin de la guerre d'Algérie à nos jours (avec Isabelle Lacroix), Riveneuve, 2017
- Prolétaires de tous les pays, qui lave vos chaussettes ? Le genre de l’engagement dans les années 68 (avec Ludivine Bantigny et Fanny Gallot), PUR, 2017.
- Réseaux de femmes, femmes en réseaux (XVIe – XXIe siècles), (avec Carole Carribon, Dominique Picot, Delphine Dussert-Galinat et Bernard Lachaise), PUB, 2018.
- Le Sexe interdit. La sexualité des Français et sa répression, (avec Pierre Fournié), L'Iconoclaste, 2022.
- L'Élection interdite. Itinéraire de Joséphine Pencalet, ouvrière bretonne (1886-1972), Le Seuil, 2024.
- Femmes contre le changement. Conservatisme, réaction et extrémisme en Europe, XVIIIe-XXIe siècles, (avec Camille Cleret, Valérie Dubslaff, Tauana Gomes Silva et Solenn Mabo), Presses universitaires de Rennes, 2024.